# Horsens Fjord
Het Horsens Fjord is een baai aan de oostkust van het Deense schiereiland Jutland.
Het eiland Alrø ligt aan de oostkant en sluit het fjord af van het Kattegat.
Aan de noordkant van de baai ligt het eiland Vorsø, een broedgebied voor vogels.
De stad Horsens waar het fjord naar is genoemd ligt aan de westkant van de baai.
De gemeenten Horsens, Odder en Hedensted liggen aan het fjord.